# Lindernia brachiata
Lindernia brachiata é uma espécie botânica do gênero Lindernia pertencente à família Linderniaceae.